# ويليام بي فورد
ويليام بي فورد (بالإنجليزية: William P. Ford)‏ هو شخصية أعمال أمريكي، ولد في 28 أبريل 1936 في بروكلين في الولايات المتحدة، وتوفي في 1 يونيو 2008.